# Camptosema isopetalum
Camptosema isopetalum är en ärtväxtart som först beskrevs av Jean-Baptiste de Lamarck, och fick sitt nu gällande namn av Paul Hermann Wilhelm Taubert. Camptosema isopetalum ingår i släktet Camptosema och familjen ärtväxter. Inga underarter finns listade i Catalogue of Life.

## Bildgalleri

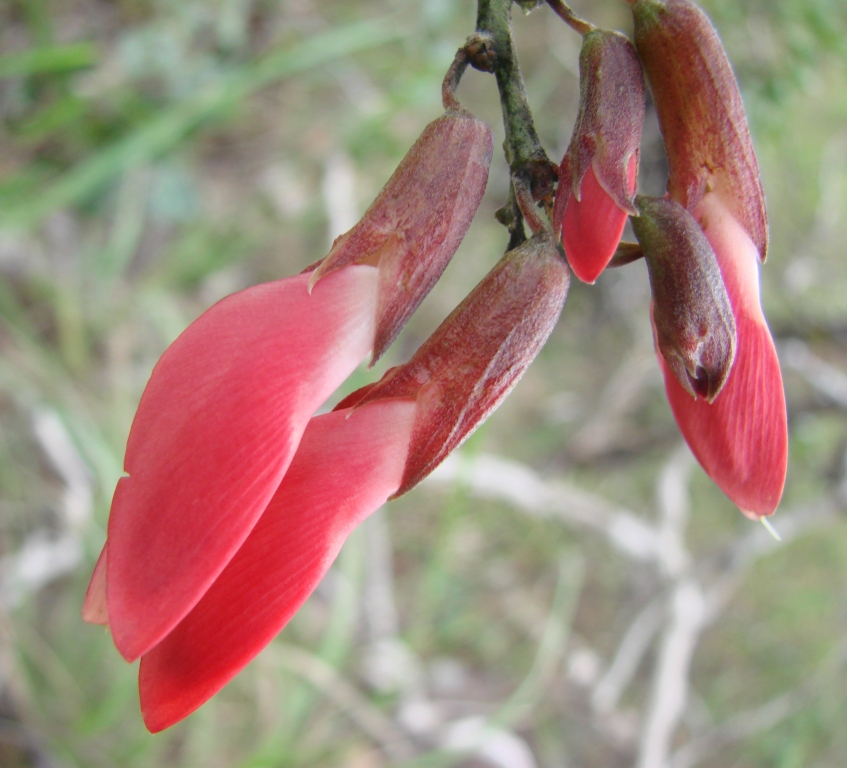